# الساندرو آمتایی
الساندرو آمتایی (انگلیسی: Alessandro Ahmetaj؛ زادهٔ ۲ ژانویهٔ ۲۰۰۰) بازیکن فوتبال اهل ایتالیا است که در پست هافبک برای ایگناتیا بازی می‌کند.
وی در تیم‌های ملی فوتبال زیر ۱۶ سال ایتالیا و زیر ۱۷ سال ایتالیا بازی کرده است.